# Beta Draconis
Désignations
Beta Draconis (β Dra / β Draconis, Bêta Draconis) est la troisième étoile la plus brillante de la constellation du Dragon. Sa magnitude apparente est de 2,79. Elle porte également le nom traditionnel Rastaban, qui est quelquefois utilisé pour Gamma Draconis.

## Propriétés
Beta Draconis est une étoile jaune de type spectral G2Ib-IIa, dont le spectre montre des caractéristiques mélangées entre celui d'une géante lumineuse et d'une supergéante, et elle est répertoriée comme une étoile standard pour ce type. Sa distance au Soleil est de 380 années-lumière et elle s'en rapproche à une vitesse radiale de −20,8 km/s.
C'est une étoile binaire, appelée ADS 10611, dont le compagnon est une naine ; la période du couple est d'au moins quatre mille ans.

## Nomenclature
Le nom traditionnel Rastaban, de la phrase arabe ra's ath-thu'ban (« tête du serpent ») est plus rarement orthographié Rastaben, et a également été utilisé pour l'étoile Gamma Draconis. Rastaban est aussi appelée Asuia et Alwaïd, ce deuxième nom signifiant « qui doit être détruit », bien que certains le rattachent à l'arabe al'awwad (« le joueur de luth »). Elle fait partie de l'astérisme des Chamelles (en arabe al'awa'id), constitué des quatre étoiles de la tête du Dragon, qui peut également avoir influencé cet autre nom. En astronomie chinoise, elle fait partie de l'astérisme Tianpei, qui représente un fléau d'agriculture ou bien un épieu.